# 1821年逝世人物列表
下面是1821年逝世的知名人士列表。
1821年逝世人物列表：1月 - 2月 - 3月 - 4月 - 5月 - 6月 - 7月 - 8月 - 9月 - 10月 - 11月 - 12月

## 1月

### 1日
- 弗朗茨·蓋森霍夫，奧地利小提琴製造商
- 本尼迪克特二世·馬勒邁斯特，德國本篤會方丈
- 約翰·卡爾·威廉·沃伊特，德國礦物學家

### 3日
- 艾倫·比爾，Berlin Chasan

### 4日
- 伊莉莎白·安·塞頓，美國聖人
- 海因里希·奧古斯特·法布里修斯，德國演員和戲劇導演

### 5日
- 卡洛·波爾塔，米蘭詩人
- 詹姆斯·林恩，美國政治家
- 約翰·林恩，美國政治家
- 老安東尼·斯托爾佩，波蘭作曲家、鋼琴家、指揮家和音樂教育家

### 7日
- 安妮·亨特，英國詩人和作曲家
- 約翰·朱伊特，武器匠和作家

### 8日
- 卡爾·弗里德里希·威廉·赫羅西，德國讚美詩作家和學校創始人

### 13日
- 克利斯蒂安·勒貝雷希特·海恩，德國作家

### 14日
- 延斯·澤特利茨，挪威牧師和詩人

### 15日
- 科內利斯·威廉·德·羅爾，荷蘭歷史學家、修辭學家、語言學家和法律學者

### 18日
- 克利斯蒂安·祖·斯托爾貝格-斯托爾貝格，德國侍從、翻譯家和詩人

### 19日
- 亞歷山德魯·蘇蘇，摩爾達維亞親王

### 21日
- 約翰·赫爾曼·奧德佈雷希特，格賴夫斯瓦爾德市長

### 23日
- 康拉德·卡爾·卡西米爾·德貝林，德國舞台演員和首席

### 24日
- Löb Scheuer，於利希貝格公國和貝格大公國的地區拉比

### 25日
- 馬切伊·卡米因斯基，波蘭作曲家

### 28日
- 卡爾·西爾維烏斯·馮·柯尼希斯多夫，普魯士貴族

### 30日
- 文森茨·達諾特，奧地利神職人員和地形學家

### 31日
- 安東尼奧·多里亞·潘菲利，義大利紅衣主教

### 日期不詳
- 約翰·雅各·雷弗斯，屠夫和圖賓根市長

## 2月

### 1日
- 喬治·伊格納茲·布洛克，維爾茨堡第一任市長和諷刺作家

### 2日
- 佩特魯·馬約爾，羅馬尼亞神學家、歷史學家、羅曼史學者和詞典編纂者

### 4日
- 瑪克西米莉安妮，巴伐利亞公主

### 6日
- 奧古斯特·科尼利厄斯·斯托克曼，德國法學家和詩人

### 8日
- 克裡斯托夫·弗里德里希·弗洛伊登賴希，伯爾尼州的瑞士政治家
- 保羅·溫伯格，德國大提琴家和作曲家

### 13日
- Alois Groppenberger von Bergenstamm〕，奧地利當地歷史學家
- 讓-雅克·拉格雷內（Jean-Jacques Lagrenée），法國畫家和繪圖員

### 15日
- 奧古斯特·馮·索貝，普魯士上校兼第18燧發槍營指揮官

### 16日
- 威廉·伯威爾，美國政治家
- 朱塞佩·埃蘭特，西西裡畫家和壁畫家

### 17日
- 伊萬·瓦西裡耶維奇·古多維奇，俄羅斯將軍、陸軍元帥兼喬治亞州長

### 19日
- 卡爾·弗朗茨·邁耶，德國歷史學家和亞琛檔案管理員

### 21日
- 安塞姆·洛森，德國小屋主人
- 喬治·弗里德里希·馮·馬滕斯，德國外交官和記者

### 23日
- 约翰·济慈，英國詩人

### 24日
- 瑪麗-安妮·科洛特，法國雕塑家

### 25日
- 戈特弗裡德·奧古斯特·路德維希·漢斯坦，新教神學家
- 弗里德里希·馮·佐勒，巴伐利亞中將

### 26日
- 戈特洛布·海因里希·舒爾茨，德國律師和市長
- 约瑟夫·德·迈斯特，法國政治家和薩瓦作家

### 27日
- 戈特利布·康拉德·克利斯蒂安·斯托爾，德國博物學家
- 卡爾·恩斯特·齊格蒙德·馮·沃勒斯布倫，普魯士少將，第8龍騎兵團團長，最近任西普魯士龍騎兵團第2團長
- 威廉一世，黑森選帝侯

### 28日
- 安托萬·亞歷山大·哈尼克，法國炮兵將軍

## 3月

### 4日
- 克拉倫斯的伊莉莎白公主，克拉倫斯公爵威廉（後來的威廉四世國王）的女兒

### 5日
- 吉安·阿方索·奧爾德利，瑞士嘉布遣會、大學講師和當地歷史學家

### 8日
- 約瑟夫·安東·格伯，瑞士政治家

### 9日
- 卡爾·亞伯拉罕·格哈德，德國礦物學家
- 克利斯蒂安·阿道夫·奧弗貝克，德國市長和詩人

### 13日
- 約翰·亨特，新南威爾士州第二任州長

### 14日
- 威廉·羅伯特·布勞頓，英國海軍軍官
- 海因里希·拉斯曼，德國教育家、歷史學家和新教牧師
- 恩斯特·馮·施瓦岑貝格，科隆的主教、作曲家和教規

### 15日
- 亞伯拉罕·尼克拉斯·埃德爾克蘭茨，芬蘭裔瑞典詩人和發明家

### 16日
- 彼得·哈特曼，巴伐利亞西多會僧侶

### 17日
- 路易·德·豐塔內斯，法國政治家、法國同齡人、詩人和記者

### 19日
- 撒母耳·戈特弗裡德·博爾舍，德國公務員
- 喬賽亞·哈斯布魯克，美國政治家
- 喬治·戈特弗裡德·穆勒，出生於德國的美國教堂作曲家
- 尼古拉斯·波考克，英國畫家

### 20日
- 普拉西德斯·穆斯，德國本篤會僧侶

### 21日
- 馬蒂亞斯·克洛茨，德國畫家和石版畫家
- 約瑟夫·萊曼，美國律師和政治家

### 22日
- 沃伊切赫·亞什佐爾德	繪圖員、畫家和建築師

### 23日
- 伯恩哈德·安塞姆·韋伯，德國作曲家和音樂總監

### 24日
- 瑪麗·泰雷茲·佩魯·達巴尼，法國作家
- 約翰·亞伯拉罕·阿爾伯斯，德國醫生和產科醫生

### 26日
- 約瑟夫·伊格納克·布切克，波希米亞大學教授，經濟著作作者

### 27日
- 安德列亞斯·格魯寧，德國教育家和書法家

### 31日
- 約瑟芬·布倫斯維克，匈牙利貴族
- 約翰·斯蒂芬·安東·迪梅爾，德國醫生和作家

## 4月

### 3日
- 海因里希·馮·羅德，普魯士少將

### 4日
- 威廉·芬德利，美國政治家

### 7日
- 西蒙娜·阿塞馬尼，馬龍派東方主義者
- 約翰·海因里希·伍斯特（Johann Heinrich Wüest），瑞士風景畫家

### 9日
- 喬治·洛根，美國政治家

### 11日
- 喬治·約瑟夫·比爾，奧地利醫生，科學眼科的創始人
- 海因里希·庫爾，德國商人和老年人

### 12日
- Anton Xaver Regalat Wänker von Dankenschweil，律師，第一個公會的商人和軍隊供應商

### 14日
- 蘇珊·卡內基，作家，蘇格蘭第一個公共庇護所的創始人
- 安德魯·摩爾，美國政治家
- 阿諾德·迪翠希·泰德曼，不來梅律師、參議員和市長

### 15日
- 約翰·克裡斯托夫·施瓦布，符騰堡州哲學家

### 17日
- 約翰·戈特弗裡德·亞曼·恩特，新教神學家

### 20日
- 法蘭茨·卡爾·阿查德，德國化學家、物理學家和生物學家

### 22日
- 格里高利五世，君士坦丁堡普世牧首

### 23日
- 皮埃尔·里埃尔·德·伯农维尔，伯農維爾侯爵，法國將軍

### 24日
- 阿薩納西奧斯·迪亞科斯，希臘獨立鬥爭中的希臘民間英雄
- 约翰·彼得·弗兰克，德國醫生
- 卡爾·馮·卡特，普魯士地區行政長官

### 25日
- 卡爾·阿哈斯弗·馮·辛納，瑞士建築師

### 27日
- 所羅門·洛維森，啟蒙時期的希伯來主義者和詩人

### 29日
- 克勞德·安托萬·科倫博特，法國建築師
- 安德列-弗雷德里克·埃勒，法國作曲家和音樂教育家
- 卡斯帕·切拉西安，亞美尼亞金融經紀人和銀行家

### 30日
- 本德利·阿裡·帕夏，奧斯曼帝國的土耳其大維齊爾

## 5月

### 1日
- 本傑明·豪蘭，美國政治家

### 2日
- 海絲特·斯拉爾，威爾士日記家

### 5日
- 拿破仑一世，法國皇帝和將軍

### 8日
- 梅克倫堡-施威林的阿道夫，梅克倫堡-什未林公爵親王，軍官，皈依天主教會

### 13日
- 小克利斯蒂安·喬治·舒茨，德國畫家

### 14日
- 奧古斯特·皮杜，瑞士政治家

### 16日
- 阿洛帕烏斯的馬克西米利安，俄羅斯外交官
- 弗里德里希·馮·德·舒倫堡，德國政府官員

### 19日
- 卡米爾·喬丹，法國政治家
- 安德列亞斯·里格爾森·比恩，丹麥奴隸販子和殖民軍官
- 弗朗索瓦-亨利·德·弗蘭克托·德·科瓦尼，法國朝臣和將軍
- 黑森-萊茵菲爾斯-羅滕堡的查理斯·康斯坦丁，黑森家族親王和法國軍隊將軍

### 21日
- 弗朗茨·路德維希·申克·馮·卡斯特爾，德國貴族和檢察官
- 卡爾·馮·西弗斯，俄羅斯樞密院議員

### 22日
- 約翰·喬治·海因里希·費德，德國哲學家
- 喬治·斯蒂芬·維桑德，德國法學學者

### 24日
- 約翰·路德維希·穆特爾，德國波羅的海法律學者和大學講師

### 26日
- 康斯坦斯·梅耶，法國畫家

### 28日
- 撒母耳·克利斯蒂安·盧卡，德國醫生
- 查理斯·阿爾弗雷德·斯托哈德，英國畫家和古董學家

### 29日
- 約翰·阿道夫·馮·舒爾特斯，德國檔案學家和歷史學家

### 日期不詳
- 約翰·海因里希·施密特，德國畫家

## 6月

### 3日
- 約翰·恩格爾伯特·伯格曼，埃爾伯費爾德市長
- 喬亞斯二世，衣索比亞皇帝Negus Negest

### 6日
- 路易·克洛德·里夏尔，法國植物學家

### 7日
- 图多尔·弗拉基米雷斯库，瓦拉幾亞叛軍領袖
- 約翰·喬治·弗裡德里希·帕普斯特，德國新教神學家和哲學家

### 8日
- 都鐸·弗拉基米雷斯庫，瓦拉幾亞起義的羅馬尼亞領導人（1821年）

### 9日
- 康拉德·馮·科赫，呂貝克親王主教團和奧爾登堡公國駐雷根斯堡永久議會特使

### 14日
- 查伊姆·以撒，拉比

### 17日
- 馬丁·米格爾·德·圭梅斯，阿根廷軍事領袖

### 18日
- 卡爾·威廉·伯克曼，德國物理學家和化學家
- 查理斯·海牙，英國小提琴家和作曲家
- 約瑟夫·盧卡斯·邁耶，德國本篤會僧侶、牧師和當地歷史學家

### 19日
- 馬蒂亞斯·戈特弗裡德·艾希勒，德國製圖員和雕刻師
- 彼得·奧克斯，瑞士政客

### 20日
- 古斯塔夫·卡利克斯特·馮·比隆，聯軍戰爭中的普魯士中將

### 21日
- 塞薩爾-紀堯姆·德·盧塞恩，法國神父，朗格勒主教和紅衣主教[1]

### 22日
- 路德維希·弗朗茨·馮·克羅西克，普魯士少校
- 埃萊奧諾爾·席卡內德，女演員、歌手、戲劇導演[2]

### 23日
- 路易絲·瑪麗·阿德萊德·德·波旁，女繼承人，菲力浦·埃加利特的妻子

### 24日
- 佩德羅·卡梅霍，解放軍騎兵中尉，何塞·安東尼奧·佩斯的副官和保鏢

### 26日
- 約翰·克利斯蒂安·菲克，德國歷史學家、地理學家和英國學者

### 28日
- 喬治·弗羅斯特，英國畫家
- 奧古斯特·弗裡德里希·施威格，德國博物學家

### 30日
- 何塞·費爾南多·德·阿瓦斯卡爾·索薩，秘魯總督

## 7月

### 2日
- 蜜雪兒·迪·彼得羅，義大利紅衣主教

### 3日
- 海因里希·阿加提烏斯·戈特洛布·圖赫，德國音樂家、作曲家、歌手和音樂出版商

### 4日
- 理查·科斯威，英國藝術家

### 6日
- 克利斯蒂安·馬蒂亞斯·施羅德，漢堡商人、參議員和市長

### 8日
- 約翰內斯·費赫（Johannes Fächer），黑森大公國州議會議員

### 12日
- 瓜伊塔的科尼利厄斯，德國針頭製造商和亞琛市長

### 13日
- 威廉·盧特羅斯，德國商人和政治家

### 14日
- 佩德羅·胡安·卡瓦列羅，巴拉圭上尉

### 16日
- 奧古斯丁·佈雷格，德國羅馬天主教神學家和大學講師

### 17日
- 富尔亨西奥·耶格罗斯，巴拉圭將軍和政治家

### 20日
- 莫裡斯-讓-馬格達萊納·德布羅意，法國主教
- 約翰·卡斯帕·恩格斯，德國紡織企業家

### 22日
- 克裡斯托夫·弗裡德里希·馮·莫施，普魯士皇家中將

### 23日
- 弗朗西絲·維利爾斯，喬治四世國王的情婦

### 24日
- 弗朗茨·約瑟夫·馮·恩岑貝格，奧地利行政律師和錢幣學家
- 約翰·蒂莫修斯·赫爾墨斯，德國作家和新教神學家

### 25日
- 約翰·克裡斯托夫·科特，漢薩同盟城市呂貝克的商人和議員

### 日期不詳
- 胡安·德·薩馬諾，新格拉納達總督

## 8月

### 1日
- 伊莉莎白·英奇巴爾德，英國作家

### 2日
- 菲利伯特·弗雷西內特，法國師長

### 4日
- 威廉·弗洛德，《美國獨立宣言》簽署國
- 卡爾·威廉·馮·薩尼茨，普魯士中將，第50步兵團團長

### 5日
- 約翰·安東·約阿希姆·馮·阿尼姆，普魯士地區行政長官和土地擁有者

### 6日
- 安東尼奧·巴托洛梅奧·布魯尼，義大利小提琴家和作曲家
- 約翰·克裡斯托夫·烏爾曼，德國礦物學家和瑪律堡教授，以他的名字命名的烏爾曼石礦

### 7日
- 不伦瑞克-沃尔芬比特尔的卡罗琳，英國女王
- 約翰·尤斯塔赫·馮·格爾茨，政治家和政治家
- 安東尼奧·穆扎雷利，義大利舞蹈家和編舞家
- 卡爾·路德維希·馮·烏特瑙，普魯士皇家少將，第六軍團預備役騎兵旅的最後指揮官

### 8日
- 盧卡斯·約瑟夫·馬林堡，特蘭西瓦尼亞歷史學家、教師和牧師

### 9日
- 約翰·威廉·克裡斯托夫·斯蒂奧巴努斯·馮·賴興，普魯士莊園主和格賴芬貝格區行政長官

### 10日
- 卡爾·馮·馬森巴赫，普魯士少將，陸軍師長
- 約翰·克裡斯托夫·施賴特（Johann Christoph Schreiter），德國神學家和大學講師
- 薩爾瓦多·維加諾，義大利編舞家和舞蹈家

### 11日
- 約翰·戈特利布·布勒，德國哲學家、語言學家和哲學史學家

### 14日
- 約翰·克拉克，美國政治家

### 19日
- 瑪麗-鄧尼斯·維勒斯，法國畫家

### 20日
- 多蘿西婭·馮·梅德姆，拉脫維亞文憑，庫爾蘭公爵夫人
- 馬泰奧·貝維拉誇，義大利長笛演奏家和吉他演奏家

### 21日
- 亞當·馮·巴奇，奧地利藝術作家和藝術家
- 約瑟夫·卡爾·拜爾哈默，德國農學家和農業改革家

### 24日
- 約翰·威廉·波利多里，英國醫生、作家

### 26日
- 湯瑪斯·蒂林哈斯特，美國律師和政治家

### 28日
- 卡羅琳·珀特斯，詩人馬蒂亞斯·克勞狄斯（Matthias Claudius）的女兒，書商弗里德里希·克裡斯托夫·佩爾特斯（Friedrich Christoph Perthes）的妻子
- 奧古斯特·克勞斯·馮·普雷恩，巴登的張伯倫

### 30日
- 路易士·蜜雪兒·奧里，法國海盜
- 約翰·弗朗西斯·默瑟，美國政治家

### 31日
- 皮埃爾·加林，法國音樂理論家

## 9月

### 1日
- 安托萬·古安，法國醫生和植物學家

### 3日
- 本傑明·塔利亞費羅，美國政治家

### 4日
- 何塞·米格爾·卡雷拉，智利將軍，開國元勛

### 6日
- 路易·胡安，法國彩色玻璃畫家
- 梅爾基奧爾·舍費爾霍夫（Melchior Schäferhoff），佈雷德拉修道院住持

### 7日
- 弗朗索瓦-皮埃爾·薩瓦里，瑞士海爾維第共和國政治家和弗里堡州政治家
- 塞拉·塔瑟爾（Selah Tuthill），美國政治家

### 8日
- 愛德華·班克羅夫特，英國醫生、化學家和博物學家
- 沃爾夫岡·菲力浦·馮·奧爾西尼-羅森伯格，奧地利貴族

### 10日
- 約翰·多明尼庫斯·菲奧里洛，德國畫家、藝術史學家
- 弗朗西斯澤克·扎布沃茨基，波蘭劇作家和諷刺作家

### 13日
- 安東·威爾，德國獸醫

### 14日
- 海因里希·庫爾，德國博物學家、動物學家
- 斯坦尼斯瓦夫·科斯特卡·波托基，波蘭政治家和將軍

### 15日
- 萊因霍爾德·格拉夫·馮·克羅科，德國軍官，普魯士自由軍團領袖

### 16日
- 傑里特·勞倫斯·庫爾特耶斯，荷蘭畫家

### 17日
- 卡爾·馮·卡德爾，瑞典中將，瑞典炮兵的更新
- 克裡斯托夫·弗里德里希·馮·普弗萊德勒，德國數學家和天文學家

### 18日
- 讓-尼古拉斯·科維薩特，拿破崙·波拿巴的法國醫生和私人醫生
- 朱利葉斯·馮·格拉沃特，普魯士將軍
- 黑森-達姆施塔特的卡羅琳，黑森-洪堡州

### 21日
- 約瑟夫·布蘭得利·瓦納姆，美國政治家和參議員

### 22日
- 路易絲-羅莎莉·列斐伏爾，法國女演員

### 26日
- 約翰·克裡斯托夫·弗裡德里希·馮·斯托克邁爾，符騰堡州首席法警

### 28日
- 弗裡德里希·戈特哈德·瑙曼，古典時期的德國畫家

### 29日
- 坎迪多·瑪麗亞·弗拉蒂尼，義大利教廷主教

### 30日
- 路德維希·蓋爾，德國畫家、作家和演員
- 卡爾·利奧波德·馮·科克里茨，普魯士軍官，最後一位中將

### 日期不詳
- 丹尼爾·黑爾，美國政治家

## 10月

### 1日
- 湯瑪斯·湯普森，美國政治家

### 4日
- 瑪麗-路易絲·拉夏貝爾，法國產科醫生
- 老約翰·雷尼，蘇格蘭土木工程師

### 6日
- 安德斯·賈汗·雷齊烏斯，瑞典化學家、植物學家
- 弗朗西斯·卡爾，美國政治家

### 8日
- 胡安·奧多諾尤，新西班牙總督

### 9日
- 卡爾·弗里德里希·馮·費舍爾，巴登戰爭部長
- 喬治·弗裡德里希·福克斯，德國作曲家、單簧管演奏家和指揮家
- 菲力浦·弗裡德里希·貝克，德國藥劑師和教授

### 10日
- 狄奧尼修斯·福蒂諾斯，希臘歷史學家、音樂教育家、禮儀音樂作曲家和奧斯曼帝國官員

### 11日
- 約翰·羅斯·基，美國法官、律師，詞曲作者法蘭西斯·斯科特·基的父親

### 13日
- 溫菲爾德·布洛克，美國政治家

### 15日
- 卡爾·弗裡德里希·萊因哈德·馮·格明根，符騰堡州張伯倫，樞密院議員兼眾議院元帥
- 約翰·希斯特，美國政治家
- 約翰·費迪南德·馮·舍恩菲爾德，奧地利企業家、藝術收藏家和作家

### 20日
- 費利克斯·德·阿扎拉，西班牙軍官和博物學家
- 亞歷山大·安熱利克·德·塔列朗-佩里戈爾，法國主教和政治家

### 21日
- 多蘿西婭·阿克曼，德國女演員
- Josep Pau Ballot i Torres	西班牙神學家、加泰羅尼亞學家、西班牙裔學家和語法學家

### 24日
- 埃利亞斯·布迪諾，美國政治家

### 28日
- 伯恩哈德·安德列亞斯·馮·海姆，學者和大學校長
- 加斯帕雷·帕奇耶羅蒂，義大利歌劇演唱家和卡斯特拉托

## 11月

### 5日
- 戈特弗里德·蘭德克，普魯士騎兵

### 7日
- 路易士·雷蒙德，Vaudois革命

### 8日
- 弗朗西斯科·安東尼·德拉杜埃尼亞·西斯內羅斯，烏格爾主教
- 讓·拉普，法國中將，拿破崙·波拿巴的副官

### 9日
- 威廉·歐文，美國商人、政治家和偶爾的作家

### 10日
- 海因里希·奧古斯特·馮·金克爾，荷蘭海軍軍官和外交官
- 安德列亞斯·羅姆伯格，德國小提琴家和作曲家

### 11日
- 亨麗埃塔·弗朗西斯·斯賓塞，英國貴族和威爾士親王和後來的喬治四世國王的情婦。

### 14日
- 安東·馮·歐倫斯坦，奧地利作曲家、小提琴家和公務員

### 15日
- 威廉·巴特勒，美國政治家

## 12月

### 1日
- 馬丁·格奧爾格·科瓦奇奇，匈牙利歷史學家和外交官

### 4日
- 第二代亨尼克男爵約翰·亨尼克-梅傑，英國政治家

### 5日
- 伊曼努伊·帕帕斯，希臘指揮官在爭取獨立的鬥爭中

### 7日
- 波马雷二世，大溪地王國第二代國王

### 10日
- 尤斯圖斯·埃裡希·博爾曼，德國醫生、政治家、企業家

### 12日
- 菲比·赫塞爾，英國女兵
- 約翰·海因里希·卡爾·馮·貝內維茨，不倫瑞克中將

### 13日
- 卡爾·奧托·格雷布，德國律師
- 威廉·特林布爾，美國軍官和政治家

### 14日
- 古斯塔夫·約翰·馮·布登布洛克，利沃尼亞律師、土地元帥、地區行政長官和政治家

### 16日
- 約翰·巴奇，德國門諾派
- 雷穆薩伯爵夫人克雷爾·伊莉莎白·珍妮·格拉維爾·德·韋爾熱納，法國侍女

### 17日
- 卡斯帕·伊拉斯謨·杜夫施密德，奧地利醫生和博物學家

### 20日
- 吉安·法蘭切斯科·福爾圖納蒂，古典時期的義大利作曲家和指揮家

### 26日
- 瑪麗-奧羅爾·德·薩克森，薩克森元帥莫里茨的女兒，喬治·桑的祖母

### 29日
- 萊昂內·巴蒂斯特·杜蒙索，荷蘭軍隊
- 詹姆斯·斯圖爾特，美國政治家